# Elisa Resconi
Elisa Resconi (* 1. Dezember 1971 in Brescia) ist eine italienische Astroteilchenphysikerin.

## Leben
Von 1989 bis 1995 studierte sie Physik an der Universität Mailand. 1996 erhielt sie in Mailand ihren Master-Abschluss (Borexino-Experiment). Anschließend forschte sie an den Laboratori Nazionali del Gran Sasso. 1997 begann Resconi ihre Doktorarbeit an der Universität Genua, wo sie 2001 bei G. Manuzio und R. Raghavan promoviert wurde. Von 2002 bis 2005 arbeitete sie als Marie Curie Postdoctoral Fellow am DESY Zeuthen, und von 2005 bis 2011 als Gruppenleiter einer Emmy-Noether Forschungsgruppe am Max-Planck-Institut für Kernphysik in Heidelberg.
Nach einer Gastprofessur an der Universität Erlangen-Nürnberg wechselte sie 2011 an die TU München, wo sie seit 2012 eine Heisenberg-Professur innehat. Seit 2019 ist sie Inhaberin einer Liesel-Beckmann-Professur für Experimentalphysik an der TU München.
Resconi ist Sprecherin des DFG-Sonderforschungsbereichs 1258 „Neutrinos und Dunkle Materie in der Astro- und Teilchenphysik“ und des Pacific Ocean Neutrino Experiment (P-ONE). Dabei handelt es sich um ein Projekt zum Bau eines das Wasser des Pazifiks nutzenden Neutrino-Detektors.

## Auszeichnungen
- 2017: Max-Planck-Fellow-Gruppe
- 2017: Heinz-Maier-Leibnitz-Medaille[4]

## Schriften
- mit Thomas K. Gaisser und Ralph Engel: Cosmic Rays and Particle Physics, Cambridge 2016